# Forlì (stacja kolejowa)
Forlì (wł: Stazione di Forlì) – stacja kolejowa w Forlì, w regionie Emilia-Romania, we Włoszech. Znajdują się tu 2 perony. Jest zarządzana przez Centostazioni i Rete Ferroviaria Italiana.

## Ruch
Obsługa pasażerów odbywa się wyłącznie przez Trenitalia (spółki zależnej Ferrovie dello Stato) w imieniu regionu Emilia-Romania.
Pociągi obsługujące stację to: Regionalne, Express, Intercity i Eurostar City.
W sumie około sto pięć pociągów obsługuje stację każdego dnia. Główne kierunki to: Bologna Centrale, Ankona, Rimini, Mediolan, Piacenza.
Około 2 milionów 800 tysięcy pasażerów rocznie obsługuje stacja.